# 擬樹鬚毛鼻鯰
擬樹鬚毛鼻鯰，為輻鰭魚綱鯰形目毛鼻鯰科的其中一種，為亞熱帶淡水魚，分布於南美洲阿根廷西部淡水流域，體長可達6.7公分，棲息在水質清澈底層水域，生活習性不明。

## 扩展阅读
維基物種上的相關：擬樹鬚毛鼻鯰